# Deschampsia argentea
Deschampsia argentea — вид рослин з родини тонконогові (Poaceae), ендемік Мадейри. Етимологія: лат. argenteus — «сріблястий».

## Опис
Багаторічна трав'яниста рослина, росте в жмутках. Стебла 40–85 см. Лігула 5.5–13 мм завдовжки. Листові пластини жорсткі, ниткоподібні, шириною 0.6–1.5 мм. Суцвіття — відкрита яйцеподібна волоть 12–25 см завдовжки. Колоски поодинокі. Родючі колоски стебельчаті. Колоски складаються з 2 родючих квіточок. Колоски довгасті або клиноподібні; з боків стиснуті, 4–5.5 мм довжиною. Колоски розпадаються в зрілості, роз'єднуючись вище колоскових лусок, але не між квіточками. Колоскові луски стійкі, подібні; коротші, ніж колоски. Нижня колоскова луска яйцеподібна, 3.5–4.4 мм завдовжки, 0.8–0.9 від довжини верхньої колоскової луски. Верхня колоскова луска еліптична, 3.7–5.1 мм завдовжки. Верхівки колоскових лусок гострі. Родюча лема довгаста, 2.9–4.4 мм завдовжки, блискуча, без киля, 4-жильна. Пиляків 3, 1.3–1.8 мм завдовжки. Зав'язь гладка.

## Поширення
Ендемік архіпелагу Мадейра (о. Мадейра).